# برایانت (مینیاپولیس)
برایانت (به انگلیسی: Bryant) یک منطقهٔ مسکونی در ایالات متحده آمریکا است که در مینیاپولیس واقع شده‌است. برایانت  ۲٬۸۳۳ نفر جمعیت دارد.